# Bharat Ratna
La Bharat Ratna (sanskrit : भारत रत्‍न, « Joyau de l'Inde ») est la décoration civile la plus prestigieuse d'Inde, créée en 1954, récompensant une réussite exemplaire dans n'importe quel domaine.

## Histoire
Les statuts originaux de janvier 1954 ne permettaient pas de la décerner à titre posthume (ce qui explique probablement qu'elle n'ait jamais été attribuée au Mahatma Gandhi), mais cette disposition a été ajoutée aux statuts de janvier 1955 d'où les récompenses ainsi décernées depuis. Bien que rien n'oblige à posséder la nationalité indienne pour obtenir la Bharat Ratna, cela a longtemps semblé une obligation naturelle. Elle a cependant été attribuée à Khan Abdul Ghaffar Khan en 1987, un pakistanais combattant du mouvement pour l'Indépendance, et à Nelson Mandela en 1990.

## Insigne
Selon sa description originale, la médaille est circulaire et en or, de 35 mm de diamètre, comportant l'inscription Bharat Ratna en sanskrit, ainsi qu'un soleil et une guirlande florale et, au revers, l'emblème de l'État et la devise nationale. Elle se porte autour du cou accrochée à un ruban blanc de 2 pouces de large (51 mm). Il semble qu'aucun exemplaire répondant à cette description n'ait jamais été décerné et, un an plus tard, son dessin fut modifié : elle a maintenant la forme d'une feuille de pipal, avec un soleil et la même inscription et, au revers, l'emblème de l'État et la devise nationale.

## Liste des récipiendaires
| S.No | Nom                            | Naissance / décès | Année d'attribution | Notes                                                                                                | État indien ou pays d'origine                |
| ---- | ------------------------------ | ----------------- | ------------------- | --- | -------------------------------------------- |
| 1.   | Dr. Sarvepalli Radhakrishnan   | 1888–1975         | 1954                | Deuxième président, premier vice-président, philosophe.                                              | Tamil Nadu                                   |
| 2.   | Chakravarti Rajagopalachari    | 1878–1972         | 1954                | Dernier gouverneur général, combattant de la liberté.                                                | Tamil Nadu                                   |
| 3.   | Sir C. V. Râman                | 1888–1970         | 1954                | Prix Nobel de physique en 1930.                                                                      | Tamil Nadu                                   |
| 4.   | Bhagwan Das                    | 1869–1958         | 1955                | Littérature, combattant de la liberté.                                                               | Uttar Pradesh                                |
| 5.   | Sir Mokshagundam Visvesvarayya | 1861–1962         | 1955                | Ingénieur civil, architecte de barrages, Diwan de l'État princier de Mysore.                         | Karnataka                                    |
| 6.   | Jawaharlal Nehru               | 1889–1964         | 1955                | Premier Premier ministre, combattant de la liberté, écrivain.                                        | Uttar Pradesh                                |
| 7.   | Govind Ballabh Pant            | 1887–1961         | 1957                | Combattant de la liberté, ministre de l'Intérieur.                                                   | Uttar Pradesh (partie devenue l'Uttarakhand) |
| 8.   | Dhondo Keshav Karve            | 1858–1962         | 1958                | Enseignant, réformateur social. Distinction attribuée pour le centenaire de sa naissance.            | Maharashtra                                  |
| 9.   | Dr. B. C. Roy                  | 1882–1962         | 1961                | Médecin, homme politique, Ancien ministre en chef du Bengale-Occidental.                             | Bengale-Occidental                           |
| 10.  | Purushottam Das Tandon         | 1882–1962         | 1961                | Combattant de la liberté, enseignant.                                                                | Uttar Pradesh                                |
| 11.  | Dr. Rajendra Prasad            | 1884–1963         | 1962                | Premier président, combattant de la liberté, juriste.                                                | Bihar                                        |
| 12.  | Dr Zakir Hussain               | 1897–1969         | 1963                | Ancien président, savant.                                                                            | Andhra Pradesh                               |
| 13.  | Pandurang Vaman Kane           | 1880–1972         | 1963                | Indianiste et érudit du sanskrit.                                                                    | Maharashtra                                  |
| 14.  | Lal Bahadur Shastri            | 1904–1966         | 1966                | À titre posthume. Deuxième Premier ministre, combattant de la liberté.                               | Uttar Pradesh                                |
| 15.  | Indira Gandhi                  | 1917–1984         | 1971                | Première ministre.                                                                                   | Uttar Pradesh                                |
| 16.  | Varahagiri Venkatagiri         | 1894–1980         | 1975                | Ancien président, syndicaliste.                                                                      | Orissa                                       |
| 17.  | K. Kamaraj                     | 1903–1975         | 1976                | À titre posthume. Combattant de la liberté, ministre en chef du Tamil Nadu.                          | Tamil Nadu                                   |
| 18.  | Mère Teresa                    | 1910–1997         | 1980                | Prix Nobel (Paix, 1979).                                                                             | Macédoine                                    |
| 19.  | Acharya Vinoba Bhave           | 1895–1982         | 1983                | À titre posthume, réformateur social, combattant de la liberté.                                      | Maharashtra                                  |
| 20.  | Khan Abdul Ghaffar Khan        | 1890–1988         | 1987                | Premier non Indien décoré, combattant de la liberté.                                                 | Pakistan                                     |
| 21.  | Marudu Gopalan Ramachandran    | 1917–1987         | 1988                | À titre posthume. Ministre en chef du Tamil Nadu, acteur.                                            | Tamil Nadu                                   |
| 22.  | Dr Bhimrao Ramji Ambedkar      | 1891–1956         | 1990                | À titre posthume. Architecte de la constitution de l'Inde, réformateur social, économiste et savant. | Maharashtra                                  |
| 23.  | Nelson Mandela                 | 1918–2013         | 1990                | Second étranger, chef de file du mouvement anti-apartheid.                                           | Afrique du Sud                               |
| 24.  | Rajiv Gandhi                   | 1944–1991         | 1991                | À titre posthume. Ancien Premier ministre.                                                           | New Delhi                                    |
| 25.  | Sardar Vallabhbhai Patel       | 1875–1950         | 1991                | À titre posthume. Combattant de la liberté, premier ministre de l'Intérieur de l'Inde.               | Gujarat                                      |
| 26.  | Morarji Desai                  | 1896–1995         | 1991                | Ancien Premier ministre, combattant de la liberté.                                                   | Gujarat                                      |
| 27.  | Maulana Abul Kalam Azad        | 1888–1958         | 1992                | À titre posthume. Combattant de la liberté, premier ministre de l'Éducation de l'Inde.               | Bengal                                       |
| 28.  | J. R. D. Tata                  | 1904–1993         | 1992                | Industriel et philanthrope.                                                                          | Maharashtra                                  |
| 29.  | Satyajit Ray                   | 1922–1992         | 1992                | Réalisateur, Oscar d'honneur.                                                                        | Bengale-Occidental                           |
| 30.  | A.P.J. Abdul Kalam             | 1931–2015         | 1997                | Ancien président, scientifique.                                                                      | Tamil Nadu                                   |
| 31.  | Gulzarilal Nanda               | 1898–1998         | 1997                | Combattant de la liberté, ancien Premier ministre.                                                   | Penjab                                       |
| 32.  | Aruna Asaf Ali                 | 1908–1996         | 1997                | À titre posthume, combattante de la liberté.                                                         | Bengale-Occidental                           |
| 33.  | M. S. Subbulakshmi             | 1916–2004         | 1998                | Chanteuse de musique carnatique.                                                                     | Tamil Nadu                                   |
| 34.  | Chidambaram Subramaniam        | 1910–2000         | 1998                | Combattant de la liberté, ministre de l'Agriculture (père de la révolution verte).                   | Tamil Nadu                                   |
| 35.  | Jayaprakash Narayan            | 1902–1979         | 1998                | À titre posthume. Combattant de la liberté, réformateur social.                                      | Bihar                                        |
| 36.  | Pandit Ravi Shankar            | 1920–2012         | 1999                | Joueur de sitar classique.                                                                           | Uttar Pradesh                                |
| 37.  | Amartya Sen                    | Né en 1933        | 1999                | Économiste, prix Nobel d'économie en 1998.                                                           | Bengale-Occidental                           |
| 38.  | Gopinath Bordoloi              | 1890–1950         | 1999                | À titre posthume. Combattant de la liberté.                                                          | Assam                                        |
| 39.  | Lata Mangeshkar                | 1929–2022         | 2001                | Chanteuse.                                                                                           | Maharashtra                                  |
| 40.  | Bismillah Khan                 | 1916–2006         | 2001                | Maître de shehnai classique.                                                                         | Bihar                                        |
| 41.  | Pandit Bhimsen Joshi           | 1922–2011         | 2009                | Chanteur classique hindoustani.                                                                      | Karnataka                                    |
| 42   | C. N. R. Rao                   | Né en 1934        | 2014                | Chimiste                                                                                             | Karnataka                                    |
| 43   | Sachin Tendulkar               | Né en 1973        | 2014                | Joueur de cricket.                                                                                   | Maharashtra                                  |
| 44   | Madan Mohan Malaviya           | 1861-1946         | 2015                | Éducateur, homme politique et militant de la cause de l'indépendance.                                | Uttar Pradesh                                |
| 45   | Atal Bihari Vajpayee           | 1924-2018         | 2015                | Ancien Premier ministre.                                                                             | Madhya Pradesh                               |
| 46   | Pranab Mukherjee               | 1935-2020         | 2019                | Ancien président.                                                                                    | Bengale-Occidental                           |
| 47   | Bhupen Hazarika                | 1926-2011         | 2019                | À titre posthume. Poète et musicien.                                                                 | Assam                                        |
| 48   | Nanaji Deshmukh                | 1916-2010         | 2019                | À titre posthume. Homme politique, activiste social.                                                 | Maharashtra                                  |